# Parafia Wniebowzięcia Najświętszej Maryi Panny w Zduńskiej Woli
Parafia Wniebowzięcia Najświętszej Maryi Panny Zduńskiej Woli – rzymskokatolicka parafia w Zduńskiej Woli, należąca do diecezji włocławskiej i dekanatu zduńskowolskiego. Powołana w 1767 roku. Obsługiwana przez księży diecezjalnych.
Obecnie istniejący kościół parafialny powstał w latach 1872–1883. Został konsekrowany 30 maja 1891 roku przez bp. Aleksandra Bereśniewicza. 